# Линейни кораби тип „Кии“
Кии (на японски: 紀伊, на английски: Kii) са серия нереализирани линейни кораби на Императорския флот на Япония. Всичко от проекта са планирани 4 кораба: „Кии“ (на английски: Kii), „Овари“ (на английски: Owari), № 11 и № 12.

## История на проекта

### Разработка
Към 1918 г. военноморският флот на Япония получава одобрение за реализацията на програмата „осем – шест“. За осем години се предполага построяването на флот от осем линкора и шест линейни крайцера. Обаче, поръчката за строителството на четирите големи линкора от типа „Нагато“ и „Тоса“ и четирите линейни крайцера от типа „Конго“ водят до това, че Япония, която харчи приблизително една трета от своя държавен бюджет за военноморски сили, се оказва в тежко финансово положение.
Независимо от това, през 1920 г., е приет планът за усилването на флота – „осем – осем“. Решението е прието след заявленията на американския президент Удроу Уилсън през 1919 г. за плановете за възобновяване на американската корабостроителна програма от 1916 г. Според тази програма американците планират допълнително да построят десет линкора и шест линейни крайцера. Япония, в отговор на това, планира строителството на осем бързоходни линкора от типа „Кий“ и типа „Амаги“.
Проектът за линкорите от типа „Кий“, разработен от капитан 1-и ранг Юдзуру Хирага, се базира основно на проекта за линейните крайцери от типа „Амаги“. Единствената съществена разлика между типовете „Кий“ и „Амаги“ е тяхната скорост и броня. Скоростта при „Амаги“ съставлява 30 възела (56 км/ч), което е повече, отколкото при линейните кораби от типа „Кий“, които пък на свой ред имат по-дебел брониран пояс. „Кий“ е класифициран като „бързоходен линкор“, тъй като японците решават да се откажат от делението на „линкори“ и „линейни крайцери“.

### Конструкция
Дължината между перпендикулярите на корабите от типа „Кии“ съставлява 234,9 метра, а максималната 250,1 метра. Ширината на линкорите е 30,8 метров, проектното газене е 9,7 метра. Нормалната водоизместимост на линкорите съставлява 42600 тона (41900 дълги тона). Линкорите от типа „Кии“ трябва да са оборудвани с четири ТЗА на фирмата „Гихон“, всяка от които задвижва вал на отделен гребен винт. Турбините развиват мощност от 131200 к.с. (97800 кВт), използвайки парата на 19 водотръбни котела с нефтено отопление „Кампон Ро-Го“. Максималната разчетна скорост на линкорите съставлява 29,75 възела.

### Въоръжение
Основното въоръжение на линейните кораби от типа „Кии“ е представено от десет 410 мм оръдия в пет двуоръдейни кули на главния калибър. Две от тях са разположени в предната и три в кърмовата част на кораба. Тези оръдия са способни да изстрелят 1000-килограммови снаряди с начална скорост от 790 метра в секунда. Спомагателната батарея, състояща се от 16 50-калибрени 140 милиметрови оръдия, е поставена в каземати на надстройката.
Зенитното въоръжение линкорите се състои от четири 120-мм 45-калибрени зенитни оръдия, поставени около единствения комин. Максималната елевация на 120 мм оръдия съставлява +75°, скорострелността им е 10 – 12 изстрела в минута. Те са способни да придадат на 20,6-килограмовия снаряд скорост от 825 – 830 м/с, досегаемостта им по височина е 10 000 метра. Линкорите от типа „Кии“ също така имат осем 610 мм надводни торпедни апарати, по четири на всеки борд.

### Бронева защита
Корабите от типа „Кии“ са защитени от брониран пояс с дебелина 293 милиметра, имащ 15° наклон навън, което увеличава неговата здравина на близко разстояние. Броневие пояс е разработен, за да издържа на попадение от 410-милиметров снаряд на разстояние 12000 – 20000 метра. Кулите на главния калибър и барбетите имат броня с дебелина 280 – 229 милиметра, а бойната рубка е защитена от 356 милиметрова броня. Бронята на палубата съставлява 120 милиметра. Линкорите от типа „Кии“ имат 75 милиметрова противоминна преграда, която се съединява с 38 мм противоосколъчна палуба разположена под главната палуба.

### Строителство
На 12 октомври 1921 г. е издадена поръчката за два кораба от типа „Кий“, още два са поръчани по-късно през същата година. Поръчката за строителството на главния кораб е дадена на военноморската корабостроителница в Куре, края на строителството е планирано за ноември 1923 г. Вторият кораб – „Овари“ – е поръчан на военноморската корабостроителница в Йокосука, с край на строителството през септември 1923 г. Още два, безименни съда, с номера 11 и 12, са поръчани на фирмите „Кавасаки“ в Кобе и „Мицубиши“ в Нагасаки. На 5 февруари 1922 г. залагането на кила на линкорите е отменена, защото според условията на подписания от Япония през 1922 г. Вашингтонско военноморско съглашение, е забранено строителството на всякакви линкори с водоизместимост над 35 000 дълги тона (36 000 метрични т).
Формално построяването на линкорите №11 и №12 е отменено на 19 ноември 1923 г., а на 14 април 1924 г. на „Кий“ и „Овари“.

## Представители на проекта
| Название | Поръчан             | Място на строеж                                      | Заложен      | Спуснат на вода | Влизане в строй | Съдба |
| -------- | ------------------- | ---------------------------------------------------- | ------------ | --------------- | --------------- | --- |
| „Кии“    | 12 октомври 1921 г. | Военноморска корабостроителница в Куре               | не е залаган |                 | не влиза        | Строителството е отменено на 14 април 1924 г. поради подписването на Вашингтонското военноморско съглашение |
| „Овари“  | 12 октомври 1921 г. | Военноморска корабостроителница в Йокосука           | не е залаган |                 | не влиза        | Строительство отменено 14 април 1924 г. из-за подписания Вашингтонското военноморско съглашение             |
| „№ 11“   | декември 1921 г.    | Корабостроителница на фирмата „Кавасаки“ в Кобе      | не е залаган |                 | не влиза        | Строителството е отменено на 19 ноември 1923 г.                                                             |
| „№ 12“   | декември 1921 г.    | Корабостроителница на фирмата „Мицубиши“ в Нагасаки. | не е залаган |                 | не влиза        | Строителството е отменено на 19 ноември 1923 г.                                                             |